# Колосович Ігор Володимирович
Колосович Ігор Володимирович – український хірург, науковець, викладач, доктор медичних наук (2003), професор (2013).

## Життєпис
Народився 25 квітня 1966 р. у м. Бердичів Житомирської області. У 1983 р. з золотою медаллю закінчив Бердичівську загальноосвітню школу №1. З 1983 по 1989 рр. навчався  на 2-му лікувальному факультеті Київського медичного інституту ім. акад. О.О. Богомольця, який закінчив з відзнакою. У травні 1986 р. у складі групи студентів брав участь у ліквідації наслідків аварії на Чорнобильській АЕС. У 1989-1991 рр. навчався у клінічній ординатурі на кафедрі госпітальної хірургії (з 2008 р. – хірургії №2), а у 1991-1994 рр. – у очній аспірантурі. Впродовж 1994-2004 рр. працював на посаді асистента, 2004-2011 рр. – доцента, 2011-2020 рр. – професора, з 2020 р. і дотепер – завідувача кафедри хірургії №2 НМУ імені О.О. Богомольця. Входить до складу Вченої ради університету та медичного факультету №1, експертної фахової комісії Центру тестування при МОЗ України, комісії з питань біоетичної експертизи та етики наукових досліджень Університету, експертної  ради МОН України  з питань атестації медичних кадрів з клінічної медицини (хірургічні хвороби). Входить до резерву працівників центрального апарату МОЗ України. Дійсний член (академік) ВГО «Українська академія наук» (2023). Входить до складу редакційної колегії журналу «General Surgery».
Стаж роботи лікарем-хірургом – 36 років. Хірург вищої кваліфікаційної категорії (2003), має спеціалізацію з онкохірургії (2021). Виконує широкий спектр хірургічних втручань на органах черевної порожнини. Надає перевагу органо- та функцієзберігаючій хірургії, лапароскопічним та мініінвазивним втручанням.

## Наукова діяльність
У 1994 р. достроково закінчив навчання у очній аспірантурі захистом кандидатської дисертації на тему «Попередження на лікування гнійно-септичних ускладнень гострого апендициту». У 2003 р. захистив докторську дисертацію на тему «Патогенетичне обґрунтування хірургічного лікування хворих на виразкову хворобу шлунка». У 2006 р. йому присвоєно вчене звання доцента, у 2013 р. – професора. Науково-педагогічний  стаж  – 31 рік. Рівень володіння англійською мовою – В2.
Автор понад 400 друкованих робіт, у т.ч. 23 навчальних посібників (4 англомовних), 60 патентів України на винахід та корисну модель. Індекс Гірша у Scopus – 3, WoS – 1, Google Scholar – 8. 
Неодноразово був делегатом  зарубіжних наукових форумів (Австрія, Іспанія, Італія, Польща, Нідерланди, Німеччина, Данія, Велика Британія, США), стажувався у провідних клініках світу.  Член International Society of Surgery (ISS/SIC), Union Européenne des Médecins Spécialistes (UEMS), Union Européenne des Médecins Spécialistes European Pain Federation (EFIC), United European Gastroenterology (UEG), Асоціації хірургів м. Києва та Київської області, Наукового товариства хірургів м. Києва та Київської області. 
Під його науковим керівництвом захищено чотири кандидатські дисертації, виконуються докторська дисертація та дисертація на ступінь PhD.

## Відзнаки
Лауреат премії НАН України для молодих учених по відділенню біохімії, фізіології і молекулярної біології за цикл робіт "Патогенетичне обґрунтування хірургічного лікування хворих на виразкову хворобу шлунка" (2001). Нагороджений Почесною грамотою Ради Київської міської профспілки працівників охорони здоров’я (2023), подяками МОЗ України (2016), НМУ імені О.О.Богомольця (2019) та Київського міського голови (2021).

## Основні наукові публікації
- Колосович І.В., Ганоль І.В. Гострий  панкреатит: сучасні аспекти діагностики та лікування.– Київ: LAT & K, 2022.- 288 с.
- Kolosovych IV, Hanol IV. Modern aspects of pathogenesis and diagnosis of acute pancreatitis. Fiziol. Zh. 2023; 69(1): 84-97.
- Kolosovych IV, Hanol IV. Intra-abdominal hypertension as a complication of acute pancreatitis. Fiziol. Zh. 2023; 69(2): 78-89.
- Kolosovych I, Hanol I, Bystrytska M, Uzun H. Changes in vitamin D and calcium-phosphorus metabolism in patients with severe acute pancreatitis. Turk J Surg. 2022 Dec 20;38(4):327-333.
- Безродний Б.Г., Колосович І.В., Сидоренко Р.А., Циганок А.М. Хірургічне лікування захворювань печінки та жовчовивідних шляхів.- Київ: LAT & K, 2019.- 448 с.
- Колосович І.В. Місцеве застосування дексалгіну після лапароскопічних оперативних втручань// Медицина невідкладних станів.– 2018.– № 8 (95).– С. 18-23.
- Колосович І.В., Безродний Б.Г., Ганоль І.В., Черепенко І.В. Етапний підхід у хірургічному лікуванні гострого панкреатиту// Медичні перспективи.- 2020. Т. 25, № 2. С. 124-129[7]
- Bezrodnyi, B., Dykuha, S., & Kolosovich, I. (2020). Diagnosis and treatment of combat injuries of the heart and great vessels. Review. Medical Science of Ukraine (MSU), 16(2), 69-74.[8]
- Безродний Б.Г., Колосович І.В., Слободяник В.П., Петренко О.М., Філатов М.С. Технологія паліативного хірургічного лікування хворих на нерезектабельний рак головки підшлункової залози, ускладнений механічною жовтяницею// Медична наука України.– 2019.– vol. 15, №1-2.- С. 40-49.[9]
- F.S. Hlumcher, O.V. Oliynyk, S.O. Solyaryk, I.V. Kolosovych, A. Ślifirczyk, J.R. Ładny Zastosowanie dootrzewno-wej iniekcji bupiwakainy do leczenia bólu po laparo-skopowej cholecystektomii// Postepy Nauk Medycznych.- 2019.- XXXII(1).- Р. 20-26.
- Kolosovych I., Teplyy V., Bezrodnyi B. & Kolosovych A. Local application of dexalgin after laparoscopic surgery: Abstract book of 11th Congress of the European Pain Federation EFIC; 2019 Sep 4-7; Valencia, Spain. 2019. p. 690.[10]
- Колосович І.В., Ганоль І.В., Лебедєва К.О. Helicobacter pylori як етіологічний чинник гострого панкреатиту та маркер розвитку його гнійно-септичних ускладнень// Клінічна хірургія.- 2020.- №7-8.- С. 15-19.
- Колосович I. В., Безродний Б. Г., Чемоданов П. В., Сисак О. М. Хірургічна тактика при "складній" перфоративній дуоденальній виразці// Лікарська справа.- 2013.- №6.- С. 60-68.
- Teplyy V., Kolosovych I., Tarasenko S., Kolosovych А. Stage approach to medical management of intra-abdominal hypertension// United European Gastroenterology Journal.- 2015.- Volume 3.- Sup. 1, October: Abstract Issue.- А. 223.
- Вопросы эпидемиологии и диагностики острого аппендицита с атипичным течением/ И.В.Колосович, В.А.Красовский, С.А.Бутырин, Е.О.Чиколовец, А.И.Колосович// Хирургия. Восточная Европа.- 2016.- №4.- C. 538-544.
- Особливості діагностики та хірургічного лікування хворих на гострий апендицит з атиповим перебігом/ І.В.Колосович, Б.Г.Безродний, К.О.Чиколовець, А.І.Колосович// Клінічна хірургія.- 2016.- №12.- С. 16-19.
- Диференційований підхід у виборі способу апендектомії при деструктивних формах гострого апендициту, ускладнених тифлітом/ І.В.Колосович, Р.А.Сидоренко, К.О.Чиколовець, А.І.Колосович// Клінічна хірургія.- 2017.- №4.- С. 8-10.
- Ihor Kolosovych, Ihor Ganol, Sepehr Anwar Faruqui. About the role of some factors in pyloroduodenal ulcer development/ BJMR.- 2017.- Volum 3, Issue 3, March.- Р. 33-37.
- Kolosovych I.V. , Hanol I.V. , Cherepenko I.V.  Enteral tube feeding in acute pancreatitis and its complications/ «World of Medicine and Biology».- 2021.- №4(78): 075-079.[11]
- Kolosovych I.V. , Hanol I.V. Hemocoagulation factors of hemorrhagic complications in acute pancreatitis/ Fiziol. Zh. 2022; 68(1): 56-61[12]
- Kolosovych I.V. , Hanol I.V. , Cherepenko I.V. et al. Intrabdominal pressure and its correction in acute surgical pathology/ Wiadomości Lekarskie.- 2022. - V. LXXV, ISSUE 2, 75(2): 372-376.[13]
- Kolosovych I.V. , Hanol I.V.  Changes in the filtration function of the spleen after surgery following traumatic organ injuries/ General Surgery.- 2021.- №1: 24-30.[14]
- Колосович І.В., Ганоль І.В. Гострий панкреатит: сучасні аспекти діагностики талікування: монографія.– Київ: LAT & K, 2022.- 286 с. ISBN 978-617-7824-51-9
- Kolosovych I.V. , Hanol I.V. Purulent septic complications of acute pancreatitis and their pathogenetic RELATIONSHIP WITH HELICOBACTER PYLORI/ Novosti Khirurgii.- 2021 Vol. 29 No 5.- p. 542-548[15]
- Kolosovych I., Hanol I. Estimation of the Efficiency of Draining of the Abdominal Cavity in the Complicated Course of Acute Pancreatitis/ "Surgery. Eastern Europe", 2022, volume 11, № 1.- p. 18-26.[16]